# 卡斯泰拉布泽
卡斯泰拉布泽（法語：Castéra-Bouzet，法語發音：[kasteʁa buzɛ]）是法国奧克西塔尼大區塔恩-加龙省的一个市镇，属于卡斯特尔萨拉桑区。

## 地理
卡斯泰拉布泽（44°0'2"N, 0°55'10"E）面积17.75 平方千米，位于法国奧克西塔尼大區塔恩-加龙省，该省份为法国西南部内陆省份，北起顺时针与洛特省、阿韦龙省、塔恩省、上加龙省、热尔省和洛特-加龙省接壤。
与卡斯泰拉布泽接壤的市镇（或旧市镇、城区）包括：阿斯克、巴尔迪格、拉维、芒松维尔、皮加亚尔德洛马涅、圣让迪布泽、圣米歇尔。

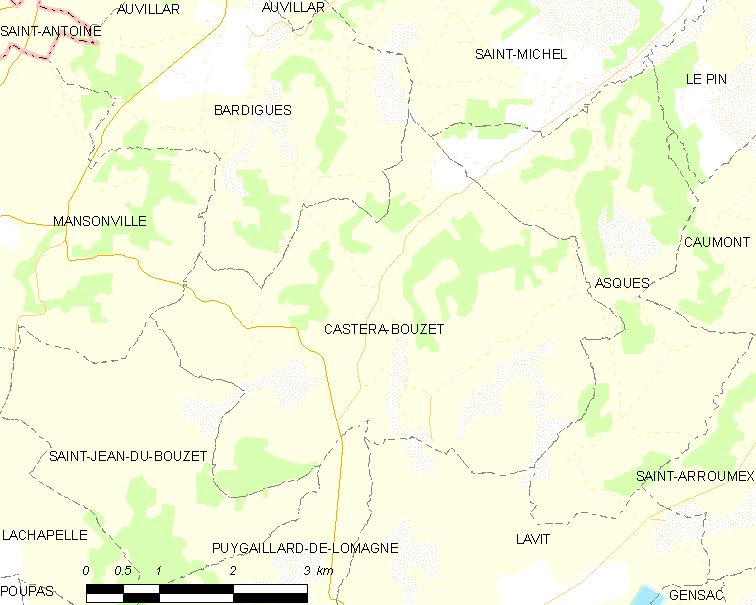
卡斯泰拉布泽的OSM定位图

卡斯泰拉布泽的时区为UTC+01:00、UTC+02:00（夏令时）。

## 行政
卡斯泰拉布泽的邮政编码为82120，INSEE市镇编码为82034。

## 政治
卡斯泰拉布泽所属的省级选区为加龙-洛马涅-布吕尤瓦县。

## 人口

1962-2008年间卡斯泰拉布泽人口变化图示

卡斯泰拉布泽于2022年1月1日时的人口数量为122人。